# Схотте, Ян Питер
Ян Питер Схотте (нидерл. Jan Pieter Schotte; 29 апреля 1928, Беверен-Лейе, Западная Фландрия, Бельгия — 10 января 2005, Рим, Италия) — бельгийский куриальный кардинал, ватиканский сановник и C.I.C.M. Секретарь Папского Совета справедливости и мира с 27 июня 1980 по 20 декабря 1983. Титулярный епископ Силлии и вице-председатель Папского Совета справедливости и мира с 20 декабря 1983 по 24 апреля 1985. Титулярный архиепископ Силлии с 24 апреля 1985 по 26 ноября 1994. Генеральный секретарь Синода епископов Римско-католической церкви с 24 апреля 1985 по 11 февраля 2004. Председатель Кадровой службы Святого Престола с 14 апреля 1989 по 10 января 2005. Кардинал-дьякон с титулярной диаконией Сан-Джулиано-деи-Фьямминги с 26 ноября 1994.

## Источник
- Информация  (англ.)